# Commune de Loimaa
La commune de Loimaa (finnois : Loimaan kunta) jusqu'en 1977 commune rurale de Loimaa (finnois : Loimaan maalaiskunta, est une ancienne municipalité du sud ouest de la Finlande.
La commune de Loimaa fait aujourd'hui partie de la municipalité de Loimaa. 

## Histoire
Au 31 décembre 2004, la superficie de la commune de Loimaa était de 435,6 km2.
Et au 31 décembre 2004 elle comptait 5 892 habitant.